# Svartnipa
Svartnipa är en bergstopp i Antarktis. Den ligger i Östantarktis. Australien gör anspråk på området. Toppen på Svartnipa är 450 meter över havet.
Terrängen runt Svartnipa är varierad. Trakten är obefolkad. Det finns inga samhällen i närheten.